# Liste in der Schweiz vorhandener Dampflokomotiven
Diese Liste enthält alle Dampflokomotiven die sich in der Schweiz befinden. Gelistet werden sowohl gefeuerte als auch feuerlose Lokomotiven (Dampfspeicherlokomotiven).
Die nachfolgenden Tabellen beruhen auf Daten, die der Schweizer Fachautor Cyrill Seifert (siehe Abschnitt Literatur) einer Wikipedia-Arbeitsgruppe zur Verfügung gestellt hat.

## Normalspur

### Normalspurdampflokomotiven
| Foto | Nummer oder Name                          | Bauart / Achsfolge | Hersteller      | Fabrik- nr. | Baujahr | Historie | Eigentümer / Betreiber / Strecke     | Standort                         | Bemerkungen                                                                               |
| ---- | ----------------------------------------- | ------------------ | --------------- | ----------- | ------- | --- | ------------------------------------ | -------------------------------- | ----------------------------------------------------------------------------------------- |
|      | SNCF 141 R 73                             | 1’D1’ h2           | Lima            | 8939        | 1945    | SNCF → 1975 Bressingham Steam Museum (UK) → 1994 Privatbesitz | Privatbesitz                         | Vallorbe                         | zerlegt                                                                                   |
|      | SNCF 141 R 568                            | 1’D1’ h2           | Baldwin         | 72381       | 1945    | | Association 141 R 568                | Vallorbe                         | betriebsfähig                                                                             |
|      | SNCF 141 R 1207                           | 1’D1’ h2           | Montreal        | 75016       | 1946    | | in Privatbesitz                      | Winterthur                       | abgestellt                                                                                |
|      | SNCF 141 R 1244                           | 1’D1’ h2           | Montreal        | 75053       | 1946    | | Verein Mikado                        | Brugg                            | betriebsfähig                                                                             |
|      | SNCF 241 A 65                             | 2’D1’ h4v          | Fives-Lille     | 4714        | 1931    | | Verein Dampflokdepot Full            | Full – Reuental                  | betriebsfähig                                                                             |
|      | BDŽ 01.22                                 | 1’D1’ h2           | SLM             | 3592        | 1935    | | in Privatbesitz                      | Full – Reuental                  | abgestellt                                                                                |
|      | DB 01 202                                 | 2’C1’ h2           | Henschel        | 23254       | 1937    | DRG 01 202 / DB 001 202-1 +12.04.1973 → / 1975 EUROVAPOR, Biel [CH]"01 202" → / 1981 Privat, Biel [CH] "01 202" → / 1988 Privat – Vapeur Val-de-Travers VVT, Museum St. Sulpice – Lyss [CH] "01 202" → / 1995 Verein Pacific, St. Sulpice-Lyss [CH] 01 202 "01 202" | Verein Pacific                       | Lyss                             | in Revision                                                                               |
|      | DB 18 508                                 | 2'C1' h4v          | Maffei          | 5558        | 1924    | Bayerische Staatsbahn "3709" → /1925 DRG "18 508" → /1949 DB "18 508" → /02.1974 Privat, O. Fiechler, Zürich [CH] "18 508" | in Privatbesitz                      | Romanshorn                       | abgestellt                                                                                |
|      | ÖBB 52 221                                | 1’E h2             | BMAG            | 12226       | 1943    | Deutsche Reichsbahn → ÖBB | Vapeur Val-de-Travers                | St-Sulpice (NE)                  | abgestellt                                                                                |
|      | 52 8055                                   | 1’E h2             | SACM            | 7916        | 1943    | Deutsche Reichsbahn → DR | DLM AG                               | Frauenfeld                       | Betriebsfähig                                                                             |
|      | JS A 3/5 705                              | 2’C n4v            | SLM             | 1550        | 1904    | Jura-Simplon-Bahn → SBB | SBB Historic                         | Brugg AG                         | betriebsfähig                                                                             |
|      | SBB B 3/4 1367                            | 1C' h2             | SLM             | 2557        | 1916    | | SBB Historic                         | Brugg AG                         | betriebsfähig                                                                             |
|      | SBB C 5/6 2958                            | 1’E h4v            | SLM             | 2495        | 1915    | | Eurovapor Lokremise Sulgen           | Romanshorn                       | abgestellt, 1973–1996 Denkmallok in Olten                                                 |
|      | SBB C 5/6 2965                            | 1’E h4v            | SLM             | 2518        | 1916    | | SBB Historic                         | VHS Luzern                       | Denkmallok                                                                                |
|      | SBB C 5/6 2969                            | 1’E h4v            | SLM             | 2522        | 1916    | | Eurovapor Lokremise Sulgen           | Sulgen                           | abgestellt                                                                                |
|      | SBB C 5/6 2978                            | 1’E h4v            | SLM             | 2612        | 1917    | | SBB Historic                         | Brugg AG                         | betriebsfähig                                                                             |
|      | Schweizerische Nordbahn 1/3 1 "Limmat"    | 2'A                | SLM             | 3937        | 1947    | | SBB Historic                         | Brugg AG                         | betriebsfähiges Replikat                                                                  |
|      | E 2/2 1                                   |                    | SLM             | 2090        | 1910    | | in Privatbesitz                      | Brugg AG                         | betriebsfähig                                                                             |
|      | E 2/2 2 "Renée"                           |                    | SLM             | 917         | 1895    | | Vapeur Val-de-Travers                | St-Sulpice (NE)                  | abgestellt                                                                                |
|      | E 2/2 2                                   |                    | Henschel        | 20593       | 1929    | Papierfabrik Perlen "3" [CH] / 1962 Papierfabrik Cham "2" (1981 a) / 1988 Vapeur Val-de-Travers, Bw St. Sulpice [CH] | Vapeur Val-de-Travers                | St-Sulpice (NE)                  | abgestellt                                                                                |
|      | E 2/2 3 "Zephir"                          |                    | Krauss          | 290         | 1874    | | Verkehrshaus der Schweiz             | Delémont                         | betriebsfähig                                                                             |
|      | E 2/2 3                                   |                    | SLM             | 1836        | 1907    | | Verein Dampfzentrale                 | Winterthur (Restaurant "Eatery") | abgestellt                                                                                |
|      | E 2/2 4                                   |                    | SLM             | 1267        | 1900    | | Historische Eisenbahn Gesellschaft   | Delémont                         | abgestellt                                                                                |
|      | E 2/2 5                                   |                    | SLM             | 1670        | 1905    | | Historische Eisenbahn Gesellschaft   | Delémont                         | abgestellt                                                                                |
|      | E 2/2 9                                   |                    | SLM             | 2168        | 1911    | |                                      | Choindez                         | abgestellt                                                                                |
|      | E 2/2 11                                  |                    | SLM             | 236         | 1881    | | Verkehrshaus der Schweiz             | Luzern                           | Denkmallok                                                                                |
|      | E 2/2 5566                                |                    | Krauss          | 5666        | 1907    | | Feldschlösschen Getränke AG          | Brugg AG                         | betriebsfähig                                                                             |
|      | E 2/2                                     |                    | Cockerill       | 2951        | 1920    | Usine Emile Henrecot Court, St. Etienne → /19xx Vapeur Val de Travers, St. Sulpice "020T" | Vapeur Val-de-Travers                | St-Sulpice (NE)                  | in Revision                                                                               |
|      | Escher Wyss E 2/2                         |                    | Krauss          | 5564        | 1906    | | in Privatbesitz                      | Romanshorn                       | Denkmallok                                                                                |
|      | E 3/3 1 "Lise"                            |                    | SLM             | 1901        | 1908    | Gaswerk Bern, Stadt Bern → Dampfbahn Bern | Verein Dampfbahn Bern                | Konolfingen                      | in Aufarbeitung                                                                           |
|      | E 3/3 1                                   |                    | Maffei          | 2983        | 1909    | Kriens-Luzern [CH] "1" /1926 SBB "8651" /1933 von Roll’sche Stahlwerke, Klus [CH] "1" /1975 OeBB, Oensingen-Balsthal-Bahn [CH] "JOSEFINE 1" (Museumslok, 04.1996, 2000 vh) | Oensingen – Balsthal – Bahn          | Balsthal                         | betriebsfähig                                                                             |
|      | E 3/3 2                                   |                    | Krauss          | 5331        | 1905    | | in Privatbesitz                      | Schlieren                        | abgestellt                                                                                |
|      | E 3/3 2                                   |                    | SLM             | 1220        | 1899    | | Oensingen – Balsthal – Bahn          | Balsthal                         | betriebsfähig                                                                             |
|      | SiTB E 3/3 2 „Hansli“                     |                    | SLM             | 795         | 1893    | Sihltalbahn → 1924 Gaswerke Bern → 1987 Bahnstrecke Bouveret–Evian→ 2004 Zürcher Museums-Bahn | Zürcher Museums-Bahn                 | Sihlwald                         | betriebsfähig                                                                             |
|      | SiTB E 3/3 4                              |                    | SLM             | 1016        | 1897    | | Zürcher Museums-Bahn                 | Sihlwald                         | Denkmallok                                                                                |
|      | SiTB E 3/3 5                              |                    | SLM             | 1221        | 1900    | | Zürcher Museums-Bahn                 | Sihlwald                         | betriebsfähig                                                                             |
|      | GWZ E 3/3 3                               |                    | SLM             | 1902        | 1908    | Gaswerk Zürich → 1996 Swisstrain→2007 Le Locle | in Privatbesitz                      | Le Locle                         | abgestellt                                                                                |
|      | E 3/3 3 "Beinwyl"                         |                    | Krauss          | 1150        | 1883    | | Verein historische Seetalbahn        | Hochdorf                         | betriebsfähig                                                                             |
|      | E 3/3 41                                  |                    | SLM             | 1359        | 1900    | | Verkehrshaus der Schweiz             | Biasca                           | betriebsfähig                                                                             |
|      | E 3/3 12                                  |                    | SLM             | 1088        | 1898    | | Vapeur Val-de-Travers                | Delémont                         | abgestellt                                                                                |
|      | E 3/3 8551                                |                    | SLM             | 897         | 1894    | | in Privatbesitz                      | Brugg AG                         | abgestellt                                                                                |
|      | E 3/3 456                                 |                    | SLM             | 900         | 1894    | | Verein historische Seetalbahn        | Balsthal                         | betriebsfähig                                                                             |
|      | E 3/3 853                                 |                    | SLM             | 629         | 1890    | Jura Simplon-Bahn → SBB→ Régional du Val de Travers (RTV)→ von Roll’schen Eisenwerken→ Dampfbahn Bern | Verein Dampfbahn Bern                | Konolfingen                      | betriebsfähig                                                                             |
|      | E 3/3 855 (11)                            |                    | SLM             | 631         | 1890    | | Mikado 1244                          | Brugg                            | abgestellt                                                                                |
|      | SBB E 3/3 8463                            | C n2t              | SLM             | 1623        | 1904    | | Swissrail Park St. Gotthard          | Biasca                           | abgestellt                                                                                |
|      | SBB E 3/3 8474 «Tigerli»                  | C n2t              | SLM             | 1805        | 1907    | SBB→ Schweizerische Reederei→ (1977) Privatbesitz und seit 2005 steht sie im Locorama Romanshorn | in Privatbesitz                      | Romanshorn                       | abgestellt                                                                                |
|      | SBB E 3/3 8476 (10)                       | C n2t              | SLM             | 1807        | 1907    | | Dampfverein Zürcher Oberland         | Uster                            | abgestellt                                                                                |
|      | SBB E 3/3 8479 (5)                        | C n2t              | SLM             | 1810        | 1907    | | Sursee – Triengen – Bahn             | Triengen                         | abgestellt                                                                                |
|      | SBB E 3/3 8481                            | C n2t              | SLM             | 1877        | 1907    | | Brauerei Feldschlösschen             | Rheinfelden                      | Denkmallok                                                                                |
|      | SBB E 3/3 8483                            | C n2t              | SLM             | 1879        | 1907    | | Oensingen – Balsthal – Bahn          | Balsthal                         | abgestellt                                                                                |
|      | SBB E 3/3 8485                            | C n2t              | SLM             | 1881        | 1907    | | Historische Eisenbahn Gesellschaft   | Delémont                         | betriebsfähig                                                                             |
|      | SBB E 3/3 8487                            | C n2t              | SLM             | 1967        | 1909    | | SBB Historic                         | Buchs SG                         | Denkmallok                                                                                |
|      | SBB E 3/3 8492                            | C n2t              | SLM             | 1972        | 1909    | | Papierfabrik Perlen                  |                                  |                                                                                           |
|      | SBB E 3/3 8494                            | C n2t              | SLM             | 1974        | 1909    | | Compagnie train vapeur               | Le Pont                          | betriebsfähig                                                                             |
|      | SBB E 3/3 8500                            | C n2t              | SLM             | 2075        | 1910    | | Oensingen – Balsthal – Bahn          | Balsthal                         | abgestellt                                                                                |
|      | SBB E 3/3 8501                            | C n2t              | SLM             | 2076        | 1910    | | Swissrail Park St. Gotthard          | Biasca                           | abgestellt                                                                                |
|      | SBB E 3/3 8511                            | C n2t              | SLM             | 2134        | 1911    | | Vapeur Val-de-Travers                | St-Sulpice (NE)                  | betriebsfähig                                                                             |
|      | SBB E 3/3 8512                            | C n2t              | SLM             | 2135        | 1911    | | SBB Historic                         | Brugg AG                         | betriebsfähig                                                                             |
|      | SBB E 3/3 8516                            | C n2t              | SLM             | 2139        | 1911    | | in Privatbesitz                      | Zürich Altstetten                | abgestellt                                                                                |
|      | SBB E 3/3 8518                            | C n2t              | SLM             | 2341        | 1913    | | Dampfverein Zürcher Oberland         | Bauma                            | betriebsfähig                                                                             |
|      | SBB E 3/3 8522                            | C n2t              | SLM             | 2345        | 1913    | | Sursee – Triengen – Bahn             | Triengen                         | betriebsfähig                                                                             |
|      | SBB E 3/3 8523                            | C n2t              | SLM             | 2503        | 1915    | | Compagnie train vapeur               | Le Pont                          | in Revision                                                                               |
|      | SBB E 3/3 8527                            | C n2t              | SLM             | 2507        | 1915    | | Mainstation 1901                     | Chur                             | abgestellt                                                                                |
|      | E 3/3 16388 "Désirée"                     |                    | Krauss          | 16388       | 1942    | ex Werklok AMAG Ranshofen (Österreich) | Vapeur Val-de-Travers                | St-Sulpice (NE)                  | in Revision                                                                               |
|      | E 4/4 16                                  |                    | Fablok Chrzanów | 2667        | 1952    | | Vapeur Val-de-Travers                | St-Sulpice (NE)                  | in Revision                                                                               |
|      | Jura-Simplon-Bahn (Eb 2/4) A2 35 / 5469   | 2'B n2t            | Esslingen       | 2498        | 1891    | Jura-Simplon-Bahn, Schweiz "35" / => SBB "5469" / 19xx EUROVAPOR, Kandern "5469" (lhw) / 1983 SBB-Museumslok "5469" | SBB Historic                         | Balsthal                         | betriebsfähig                                                                             |
|      | Bodensee-Toggenburg-Bahn Eb 3/5 6         | 1'C1' h2t          | Maffei          | 3126        | 1910    | Bodensee-Togenburg "6" /1932 SBB "5886" /1964 a /=> Denkmal, Degersheim [CH] "6" (1973, 04.1996, 06.2001 vh) / 25.08.2004 Eisenbahnverein Club del San Gottardo, Mendrisio | Swissrail Park St. Gotthard          | Biasca                           | in Aufarbeitung                                                                           |
|      | Eb 3/5 9                                  | 1'C1' h2t          | Maffei          | 3129        | 1910    | Bodensee-Togenburg "9" /=> Dampflokclub Herisau [CH] (Museumslok, 04.1996 iE) | Dampflokiclub Herisau                | Bauma                            | betriebsfähig                                                                             |
|      | SBB Eb 3/5 5810                           | 1’C1’ h2t          | SLM             | 2211        | 1911    | SBB → MThB → [1974] Dampfbahn Bern | Verein Dampfbahn Bern                | Konolfingen                      | betriebsfähig                                                                             |
|      | SBB Eb 3/5 5811                           | 1’C1’ h2t          | SLM             | 2212        | 1912    | | SBB Historic                         | Brugg AG                         | in Aufarbeitung                                                                           |
|      | SBB Eb 3/5 5819                           | 1’C1’ h2t          | SLM             | 2220        | 1912    | | SBB Historic                         | Brugg AG                         | betriebsfähig                                                                             |
|      | Eb 4/6 188                                | 1'D1' t            | Fablok Chrzanów | 4731        | 1956    | ex PKP Tkt 48-188 | Vapeur Val-de-Travers                | St-Sulpice (NE)                  | abgestellt. Jüngste Dampflokomotive in der Schweiz                                        |
|      | SCB Ec 2/5 28 "Genf"                      | B'3                | Esslingen       | 396         | 1858    | Schweizer Centralbahn "GENF 28" /19xx Verkehrshaus der Schweiz, Luzern | SBB Historic                         |                                  | Älteste Lokomotive der Schweiz, eine von nur drei erhaltenen Engerth-Lokomotiven weltweit |
|      | Ec 3/3 5                                  |                    | SLM             | 3610        | 1936    | Huttwil-Wolhusen-Bahn→ 1944 Fusion der HWB mit LHB (Langenthal-Huttwil Bahn) und RSHB (Ramsei-Sumiswald-Huttwil Bahn) zur VHB (Vereinigte Huttwil-Bahnen)→1947 Verkauf als Werklokomotive an Gebrüder Sulzer, Winterthur→1970 Rückzug aus dem Werksdienst→ SBB Historic → 2015 BLS-Stiftung zur Betreuung übergibt sie der Verein Historische Eisenbahn Emmental (VHE) | BLS – Stiftung                       | Huttwil                          | einzige noch betriebsfähige normalspurige Kastendampflok, betriebsfähig                   |
|      | Ec 3/5 3                                  |                    | SLM             | 2263        | 1912    | | Verein historische Mittelthurgaubahn | Romanshorn                       | betriebsfähig                                                                             |
|      | Solothurn Münster Bahn Ec 4/5 11          | 1’D h2t            | SLM             | 2160        | 1911    | | Verein Dampfbahn Bern                | Konolfingen                      | abgestellt                                                                                |
|      | Schweizerische Centralbahn Ed 2x 2/2 196  | B + B t            | Maffei          | 1710        | 1893    | Schweizer Centralbahn [CH] "196" /=> SBB "7696" (museal erhalten, 04.1996, 2002 vh) | SBB Historic                         | Balsthal                         | betriebsfähig. Einzige normalspurige Mallet-Lokomotive in der Schweiz                     |
|      | Ed 3/3 4 "Schwyz"                         | C n2t              | Esslingen       | 2224        | 1887    | Schweiz – Wädenswil-Einsiedeln "SCHWYZ 4" /=> Südostbahn SOB "E 3/3 Nr. 4" /1941 Chemische Fabrik Uetikon [CH] "4" /1965 Denkmal, Wädenswil [CH] "4" (1991 vh) / 2000 Dampf-Verein Zürcher Oberland DVZO, Hinwil [CH] (09.2007 wieder btrf.) | Dampfbahn-Verein Zürcher Oberland    | Uster                            | abgestellt                                                                                |
|      | Ed 3/3 "Muni"                             | Cn 2t              | Hohenzollern    | 4268        | 1922    | (1922) BASF → (1959) Braunkohlenwerke AG, Rheinische Grube Neurath → (1969) Strassentransport von Neurath nach Weissweiler → (1973) Überfuhr Deutschland-Schweiz, geschleppt → (1981) Urs Rüesch kauft die Lok→(1988–1996) Dampfextrazüge bei der SZU → (1999) Überfuhr nach Bodio → (1999–2001) Fahrten auf dem Areal der ehemaligen Monteforno-Werke in Bodio→(März 2002) Überfuhr nach Etzwilen → (April 2002) Übernahme der Dampflok durch den Verein zur Erhaltung der Dampflok Muni, Ramsen | Verein Dampflok Muni                 | Etzwilen                         | betriebsfähig                                                                             |
|      | Ed 3/3 3                                  |                    | SLM             | 1332        | 1901    | Gürbetalbahn→ Thunerseebahn→ BLS →Zellulosewerke Attisholz→ BLS→ Verein Dampfbahn Bern | Verein Dampfbahn Bern                | Konolfingen                      | abgestellt                                                                                |
|      | Ed 3/3 3 "Langnau"                        |                    | SLM             | 229         | 1881    | | Verkehrshaus der Schweiz             | Konolfingen                      | Leihgabe Verkehrshaus der Schweiz an Verein Dampfbahn Bern                                |
|      | Ed 3/3 401                                |                    | SLM             | 1387        | 1901    | | Dampfbahn-Verein Zürcher Oberland    | Bauma                            | betriebsfähig                                                                             |
|      | Solothurn-Münster-Bahn Ed 3/4 1           | 1’C t              | SLM             | 1798        | 1907    | | Dampfbahn-Verein Zürcher Oberland    | Wald ZH                          | abgestellt                                                                                |
|      | Solothurn-Münster-Bahn Ed 3/4 2           | 1’C t              | SLM             | 1799        | 1907    | | Verein historische Emmentalbahn      | Huttwil                          | betriebsfähig                                                                             |
|      | Régional Saignelégier–Glovelier Ed 3/4 2  | 1’C t              | SLM             | 1489        | 1903    | | Dampfverein Zürcher Oberland         | Bauma                            | abgestellt                                                                                |
|      | Langenthal-Huttwil-Bahn Ed 3/4 11         | 1’C t              | SLM             | 1904        | 1908    | | Verein historische Emmentalbahn      | Huttwil                          | in Revision                                                                               |
|      | Bern-Schwarzenburg-Bahn Ed 3/4 51         | 1’C t              | SLM             | 1726        | 1906    | | Verein Dampfbahn Bern                | Konolfingen                      | betriebsfähig                                                                             |
|      | Emmentalbahn Ed 4/5 8                     | 1’D n2vt           | SLM             | 2427        | 1914    | | Verein Dampfbahn Bern                | Konolfingen                      | abgestellt                                                                                |
|      | Eh 1/2 1 "Gnom"                           |                    | SCB Olten       | 20          | 1871    | | Verkehrshaus der Schweiz             | Luzern                           |                                                                                           |
|      | Eh 2/2 1 "Caspar Honegger"                |                    | Aarau           | 11          | 1877    | ex Maschinenfabrik Rüti | in Privatbesitz                      | Brugg AG                         | betriebsfähig                                                                             |
|      | Rorschach-Heiden-Bergbahn Eh 2/2 3 "Rosa" |                    | SLM             | 4046        | 1951    | | Eurovapor Lokremise Sulgen           | Rorschach                        | abgestellt. Jüngste Zahnraddampflokomotive in der Schweiz                                 |
|      | Eh 2/2 2 "Elfe"                           |                    | Aarau           | 10          | 1876    | | Gemeinde Ostermundigen               | Ostermundigen                    | Denkmallok                                                                                |
|      | Rigibahn H 1/2 7                          |                    | SLM             | 1           | 1873    | Vitznau-Rigi-Bahn | Verkehrshaus der Schweiz             | Vitznau                          | betriebsfähig                                                                             |
|      | VRB H 2/3 16                              | 2zz1'              | SLM             | 2871        | 1923    | Vitznau-Rigi-Bahn | Rigi Bahnen AG                       | Vitznau                          | in Revision                                                                               |
|      | VRB H 2/3 17                              | 2zz1'              | SLM             | 3043        | 1925    | Vitznau-Rigi-Bahn | Rigi Bahnen AG                       | Vitznau                          | betriebsfähig                                                                             |

### Dampftriebwagen
| Foto | Nummer oder Name              | Bauart / Achsfolge | Hersteller   | Fabrik- nr. | Baujahr | Historie | Eigentümer / Betreiber / Strecke | Standort       | Bemerkungen   |
| ---- | ----------------------------- | ------------------ | ------------ | ----------- | ------- | -------- | -------------------------------- | -------------- | ------------- |
|      | Uerikon-Bauma-Bahn CZm 1/2 31 | A1                 | MF Esslingen | 8282        | 1902    |          | SBB Historic                     | Zürich Depot F | betriebsfähig |

### Schneeschleuder
| Foto | Nummer oder Name | Bauart / Achsfolge | Hersteller | Fabrik- nr. | Baujahr | Historie                                                    | Eigentümer / Betreiber / Strecke | Standort | Bemerkungen   |
| ---- | ---------------- | ------------------ | ---------- | ----------- | ------- | ----------------------------------------------------------- | -------------------------------- | -------- | ------------- |
|      | Xrot 100         |                    | Henschel   | 4309        | 1896    | Gotthardbahn [CH] /=> SBB "Xrot m100" /1982 VM, Luzern [CH] | SBB Historic                     | Brugg AG | betriebsfähig |

### Dampfspeicherloks
| Foto | Nummer oder Name | Bauart / Achsfolge | Hersteller    | Fabrik- nr. | Baujahr | Historie                                                                                        | Eigentümer / Betreiber / Strecke | Standort                        | Bemerkungen                                                |
| ---- | ---------------- | ------------------ | ------------- | ----------- | ------- | ----------------------------------------------------------------------------------------------- | -------------------------------- | ------------------------------- | ---------------------------------------------------------- |
|      | 2                | T 2/2              | Jung          | 911         | 1905    |                                                                                                 | Restaurant Stalden               | Berikon                         | Denkmallok.                                                |
|      | 2                | T 2/2              | Jung          | 11795       | 1953    |                                                                                                 | Sieber Transport AG (?)          | Widnau                          | Denkmallok                                                 |
|      | 2                | T 2/2              | SLM           | 2593        | 1917    |                                                                                                 | Lonza AG                         | Visp                            | Denkmallok                                                 |
|      | ---              | T 2/2              | Jung          | 668         | 1903    |                                                                                                 | Brauerei Feldschlösschen (?)     | Rheinfelden                     | Denkmallok                                                 |
|      | 1                | T 2/2              | SLM           | 3566        | 1932    |                                                                                                 | in Privatbesitz                  | Schlieren                       | abgestellt                                                 |
|      | "Papi"           | T 2/2              | SLM           | 2097        | 1910    | Usine à gaz de Lausanne, Renens→ (1977) Services Industriels, Renens→ (2010) Bahnmuseum Kerzers | Bahnmuseum Kerzers-Kallnach      | Kallnach                        | abgestellt                                                 |
|      | 1                | T 2/2              | SLM           | 1141        | 1898    |                                                                                                 | Obrist Transport & Recycling AG  | Obrist Transport & Recycling AG | Denkmallok                                                 |
|      | 380 001          | T 3/3              | Raw Meiningen | 3147        | 1987    |                                                                                                 | DLM AG                           | Schaffhausen                    | abgestellt                                                 |
|      | 380 002          | T 3/3              | Raw Meiningen | 3160        | 1987    |                                                                                                 | DLM AG                           | Schaffhausen                    | abgestellt. Jüngste Dampfspeicherlokomotive in der Schweiz |
|      | 5                | T 3/3              | Jung          | 13254       | 1959    |                                                                                                 | DLM AG                           | Schaffhausen                    | abgestellt                                                 |

## Schmalspur

### Dampflokomotiven Spurweite 1000 mm
| Foto | Nummer oder Name                        | Bauart / Achsfolge  | Hersteller      | Fabrik- nr. | Baujahr | Historie | Eigentümer / Betreiber / Strecke | Standort        | Bemerkungen                                |
| ---- | --------------------------------------- | ------------------- | --------------- | ----------- | ------- | --- | -------------------------------- | --------------- | ------------------------------------------ |
|      | CP E 164                                | (B) B / G 2x2/2     | Henschel        | 7022        | 1905    | Minho e Douro "404" → /1947 CP "E164" [P] (1978 a)→ /1992 La Traction SA, Delémont | La Traction SA                   | Pré – Petitjean | [ 27 ]                                     |
|      | CP E 206                                | (1+B) C / G 2/3+3/3 | Henschel        | 12281       | 1913    | Minho e Douro "456" → /1947 CP "E 206", Linha do Sabor [P] (1980 iE, 1985 a) → /1992 La Traction SA, für Chemins de Fer du Jura | La Traction SA                   | Pré – Petitjean | [ 28 ]                                     |
|      | DB 99 193                               | E h2t               | Esslingen       | 4183        | 1927    | DRB 99 163 → /1948 DB 99 163 → /1968 Museumsbahn Blonay–Chamby | Museumsbahn Blonay–Chamby        | Chaulin-Musée   | abgestellt                                 |
|      | VZ HG 2/3 6                             | B1’ zz n2           | SLM             | 1410        | 1902    | Visp-Zermatt-Bahn → Brig-Visp-Zermatt-Bahn | Dampfbahn Furka-Bergstrecke      | Realp DFB       | betriebsfähig                              |
|      | HG 2/3 7                                | B1’ zz n2           | SLM             | 1725        | 1906    | Visp-Zermatt-Bahn → Brig-Visp-Zermatt-Bahn | Dampfbahn Furka-Bergstrecke      | Gletsch         | abgestellt                                 |
|      | SBB HG 3/3 1063                         | Cz n2 (4v)          | SLM             | 1993        | 1909    | | Verkehrshaus der Schweiz         | Luzern          | Denkmallok, aufgeschnitten                 |
|      | SBB HG 3/3 1067                         | Cz n2 (4v)          | SLM             | 2083        | 1910    | | Ballenberg – Dampfbahn BDB       | Interlaken Ost  | abgestellt                                 |
|      | SBB HG 3/3 1068                         | Cz n2 (4v)          | SLM             | 3134        | 1926    | | Ballenberg – Dampfbahn BDB       | Interlaken Ost  | betriebsfähig                              |
|      | BFD HG 3/4 1                            | 1’Czz h2 (h4v)      | SLM             | 2315        | 1913    | Brig-Furka-Disentis-Bahn → Furka-Oberalp-Bahn → Bahnstrecke Tháp Chàm–Đà Lạt (Vietnam) | Dampfbahn Furka-Bergstrecke      | Uzwil           | in Revision                                |
|      | BFD HG 3/4 3                            | 1’Czz h2 (h4v)      | SLM             | 2317        | 1913    | Brig-Furka-Disentis-Bahn → Furka-Oberalp-Bahn | Museumsbahn Blonay–Chamby        | Chaulin-Musée   | betriebsfähig                              |
|      | BFD HG 3/4 4                            | 1’Czz h2 (h4v)      | SLM             | 2318        | 1913    | Brig-Furka-Disentis-Bahn → Furka-Oberalp-Bahn | Dampfbahn Furka-Bergstrecke      | Realp DFB       | betriebsfähig                              |
|      | BFD HG 3/4 9                            | 1’Czz h2 (h4v)      | SLM             | 2419        | 1914    | Brig-Furka-Disentis-Bahn → Furka-Oberalp-Bahn → Bahnstrecke Tháp Chàm–Đà Lạt (Vietnam) | Dampfbahn Furka-Bergstrecke      | Realp DFB       | betriebsfähig                              |
|      | HG 4/4 704                              | Dzz h2 (h4v)        | SLM / Esslingen | 2940        | 1923    | ex Bahnstrecke Tháp Chàm–Đà Lạt (Vietnam) | Dampfbahn Furka-Bergstrecke      | Realp DFB       | betriebsfähig                              |
|      | HG 4/4 708                              | Dzz h2 (h4v)        | SLM / Esslingen | 3413        | 1930    | ex Bahnstrecke Tháp Chàm–Đà Lạt (Vietnam) | Dampfbahn Furka-Bergstrecke      | Realp DFB       | betriebsfähig                              |
|      |                                         | G 2/2               | Jung            | 104         | 1891    | Fritz Marti (Händler), Winterthur / → Consorzio Maggia → /19xx Denkmal, Hotel Albergo Losone, Via dei Pioppi, Losone "MAGGIA" | in Privatbesitz                  | Losone          | Denkmallok                                 |
|      | 2 "Ticino"                              | G 2/2               | Jung            | 59          | 1889    | Fritz Marti (Händler), Winterthur, für Correzione del Fiume Ticino, Bellinzona "TICINO" → (1941 vh) / 19xx Fondazione Scuola di arti e mestieri A. Bertazzoni, Bellinzona "2" → / 14.11.1961 Privat, Guido Travaini, Mendrisio "TICINO" "2" (01.2008 vh) → / 20.05.2016 Privat, Martin Horath, Goldau | in Privatbesitz                  | Goldau          | betriebsfähig                              |
|      | 4                                       | G 2/2               | Krauss          | 4278        | 1900    | Bahnstrecke Ferrara-Codigoro [IT] → (1932) Bahnstrecke Rimini-Novalfeltria [IT] dort umgespurt 950 mm bis 1960 in Betrieb → (1970) Blonay–Chamby, umgespurt auf 1000 mm und seit 1981 in Betrieb | Museumsbahn Blonay–Chamby        | Chaulin-Musée   | betriebsfähig, Dampfstrassenbahn-Kastenlok |
|      | G 2/4 7 "Die Doller"                    |                     | SLM             | 316         | 1882    | Strassenbahn Mulhouse → (nach 1946) SBB Depot Glarus → (1978) an die Museumsbahn Blonay–Chamby ausgeliehen später dann verkauft | Museumsbahn Blonay–Chamby        | Chaulin-Musée   | abgestellt, Dampfstrassenbahn-Kastenlok    |
|      | SEG 105                                 | B’B n4vt / G 2x 2/2 | Karlsruhe       | 2051        | 1919    | ex SEG (Bahnstrecke Zell im Wiesental–Todtnau) | Museumsbahn Blonay–Chamby        | Chaulin-Musée   | betriebsfähig                              |
|      | SEG 104                                 | C’C n4vt / G 2x 3/3 | Hanomag         | 10437       | 1925    | ex SEG (Bahnstrecke Zell im Wiesental–Todtnau) | Museumsbahn Blonay–Chamby        | Chaulin-Musée   | in Aufarbeitung                            |
|      | 1 "Le Doubs"                            | G 3/3               | SLM             | 618         | 1890    | Bahnstrecke Le Locle–Les Brenets | Museumsbahn Blonay–Chamby        | Chaulin-Musée   | abgestellt                                 |
|      | 2 "Le Père Frédéric"                    | G 3/3               | SLM             | 619         | 1890    | Bahnstrecke Le Locle–Les Brenets | Gemeinde Les Brenets (?)         | Les Brenets     | Denkmallok                                 |
|      | G 3/3 2 "Wyl"                           | C n2t               | SLM             | 462         | 1887    | Frauenfeld-Wil-Bahn→(1965) Modelleisenbahnclub Wil | Modelleisenbahnclub Wil          | Wil SG          | Denkmallok                                 |
|      | G 3/3 6                                 |                     | SLM             | 2276        | 1912    | | Verkehrshaus der Schweiz         | Luzern          | Denkmallok                                 |
|      | Lausanne–Échallens–Bercher-Bahn G 3/3 5 | C n2t               | SACM            | 4172        | 1890    | | Museumsbahn Blonay–Chamby        | Chaulin-Musée   | betriebsfähig                              |
|      | 8                                       | G 3/3               | SLM             | 2095        | 1910    | | TL (LEB)                         | Echallens       | abgestellt                                 |
|      | 6 (JS 909)                              | G 3/3               | SLM             | 1341        | 1901    | | Museumsbahn Blonay–Chamby        | Chaulin-Musée   | betriebsfähig                              |
|      | 12                                      | G 3/3               | SLM             | 863         | 1894    | Strassenbahn Bern → Holzwerk Renfer in Biel → Sammlung Technorama Winterthur → Bern | Bern mobil historique            | Bern            | betriebsfähig. Dampfstrassenbahn-Kastenlok |
|      | 18                                      | G 3/3               | SLM             | 890         | 1894    | Strassenbahn Bern → Stans-Engelberg-Bahn → Verkehrshaus der Schweiz | Verkehrshaus der Schweiz         | Luzern          | Denkmallok. Dampfstrassenbahn-Kastenlok    |
|      | LD G 3/4 1 "Rhätia"                     | 1’C t               | SLM             | 577         | 1889    | Landquart-Davos Bahn → Rhätische Bahn | Rhätische Bahn                   | Landquart       | in Aufarbeitung                            |
|      | LD G 3/4 11 "Heidi"                     | 1’C t               | SLM             | 1476        | 1903    | Landquart-Davos Bahn → Rhätische Bahn | club1889                         | Samedan         | betriebsfähig                              |
|      | LD G 3/4 14 "Madlaina"                  | 1’C t               | SLM             | 1479        | 1903    | Landquart-Davos Bahn → Rhätische Bahn | La Traction SA                   | Pré – Petitjean | betriebsfähig                              |
|      | G 3/4 208                               |                     | SLM             | 2403        | 1913    | | Ballenberg – Dampfbahn           | Interlaken Ost  | betriebsfähig                              |
|      | G 3/5 23                                |                     | MTM             | 282         | 1926    | Bahnstrecke Olot–Girona [ES]→ (1971) Blonay–Chamby | Museumsbahn Blonay–Chamby        | Chaulin-Musée   | abgestellt                                 |
|      | RhB G 4/5 107                           | 1'D h2              | SLM             | 1709        | 1906    | | Rhätische Bahn                   | Landquart       | betriebsfähig                              |
|      | RhB G 4/5 108                           | 1'D h2              | SLM             | 1710        | 1906    | | Rhätische Bahn                   | Landquart       | betriebsfähig                              |

### Schneeschleuder Spurweite 1000  mm
| Foto | Nummer oder Name | Bauart / Achsfolge | Hersteller | Fabrik- nr. | Baujahr | Historie | Eigentümer / Betreiber / Strecke | Standort        | Bemerkungen   |
| ---- | ---------------- | ------------------ | ---------- | ----------- | ------- | -------- | -------------------------------- | --------------- | ------------- |
|      | R 12             | Xrotd              | SLM        | 2399        | 1913    |          | Dampfverein Furka – Bergstrecke  | Realp DFB       | betriebsfähig |
|      | 9213             | Xrotd              | SLM        | 2149        | 1910    |          | Rhätische Bahn RhB               | Pontresina      | betriebsfähig |
|      | 9214             | Xrotd              | SLM        | 2299        | 1912    |          | Museumsbahn Blonay – Chamby      | Chaulin – Musée | Denkmallok    |

### Dampflokomotiven Spurweite 900 mm
| Foto | Nummer oder Name | Bauart / Achsfolge | Hersteller | Fabrik- nr. | Baujahr | Historie | Eigentümer / Betreiber / Strecke | Standort            | Bemerkungen |
| ---- | ---------------- | ------------------ | ---------- | ----------- | ------- | --- | -------------------------------- | ------------------- | ----------- |
|      | G 2/2            | B t                | O&K        | 3216        | 1908    | J.A. Reif & Kröll, Baugeschäft, Koblenz → /1922 Hatt-Haller & Züblin → /1931 Kieswerk Hardwald, Dietikon (1939 EK von Bertrams) → /1972 Oswald Steam OSS, Samstagern (bis 1992 v/v) → /19xx Privat, J.H. Heuser, Zürich (U in 1000 mm bei SLM, hinterstellt ab 28.11.2000 beim Modelleisenbahn-Club Einsiedeln MECE, Einsiedeln) → /200x Denkmal, Kieswerk Hardwald, Dietikon | in Privatbesitz                  | Dietikon (Hardwald) | abgestellt  |

### Dampflokomotiven Spurweite 800 mm
| Foto | Nummer oder Name             | Bauart / Achsfolge | Hersteller | Fabrik- nr. | Baujahr | Historie                                         | Eigentümer / Betreiber / Strecke | Standort                         | Bemerkungen   |
| ---- | ---------------------------- | ------------------ | ---------- | ----------- | ------- | ------------------------------------------------ | -------------------------------- | -------------------------------- | ------------- |
|      | 1                            | H 2/3              | SLM        | 722         | 1892    |                                                  | Brienz – Rothorn – Bahn BRB      | Brienz                           | abgestellt    |
|      | 2                            | H 2/3              | SLM        | 689         | 1891    |                                                  | Brienz – Rothorn – Bahn BRB      | Brienz                           | betriebsfähig |
|      | 3                            | H 2/3              | SLM        | 719         | 1892    |                                                  | Brienz – Rothorn – Bahn BRB      | Luzern, Verkehrshaus der Schweiz | abgestellt    |
|      | 4                            | H 2/3              | SLM        | 720         | 1892    |                                                  | Brienz – Rothorn – Bahn BRB      | Brienz                           | abgestellt    |
|      | 5                            | H 2/3              | SLM        | 690         | 1891    |                                                  | Brienz – Rothorn – Bahn BRB      | Brienz                           | betriebsfähig |
|      | 2                            | H 2/3              | SLM        | 604         | 1890    |                                                  | Ferrovie Monte Generoso SA       | Capolago – Riva San Vitale       | betriebsfähig |
|      | 5                            | H 2/3              | SLM        | 881         | 1894    |                                                  | Jungfraubahnen (SPB)             | Wilderswil                       | in Revision   |
|      | 6                            | H 2/3              | SLM        | 3567        | 1933    |                                                  | Brienz – Rothorn – Bahn BRB      | Brienz                           | betriebsfähig |
|      | 7                            | H 2/3              | SLM        | 3611        | 1936    |                                                  | Brienz – Rothorn – Bahn BRB      | Brienz                           | betriebsfähig |
|      | Brienz-Rothorn-Bahn H 2/3 12 | 2zz1' / H 2/3      | SLM        | 5456        | 1992    |                                                  | Brienz – Rothorn – Bahn BRB      | Brienz                           | betriebsfähig |
|      | Brienz-Rothorn-Bahn H 2/3 14 | 2zz1' / H 2/3      | SLM        | 5689        | 1996    |                                                  | Brienz – Rothorn – Bahn BRB      | Brienz                           | betriebsfähig |
|      | Brienz-Rothorn-Bahn H 2/3 15 | 2zz1' / H 2/3      | SLM        | 5690        | 1996    |                                                  | Brienz – Rothorn – Bahn BRB      | Brienz                           | betriebsfähig |
|      | Brienz-Rothorn-Bahn H 2/3 16 | 2zz1' / H 2/3      | SLM        | 5457        | 1992    | Montreux-Glion-Rochers-de-Naye-Bahn → (2005) BRB | Brienz – Rothorn – Bahn BRB      | Brienz                           | betriebsfähig |

### Dampftriebwagen Spurweite 800 mm
| Foto | Nummer oder Name      | Bauart / Achsfolge | Hersteller | Fabrik- nr. | Baujahr | Historie | Eigentümer / Betreiber / Strecke | Standort | Bemerkungen |
| ---- | --------------------- | ------------------ | ---------- | ----------- | ------- | -------- | -------------------------------- | -------- | ----------- |
|      | Pilatusbahn Bhm 1/2 9 | 2z                 | SLM        | 1309        | 1900    |          | Verkehrshaus der Schweiz         | Luzern   | Denkmallok  |

### Dampflokomotiven Spurweite 750 mm
In dieser Auflistung werden die Dampflokomotiven der Dienstbahn der Internationalen Rheinregulierung nicht aufgelistet. Diese sind im österreichischen Artikel angeführt.
| Foto | Nummer oder Name      | Bauart / Achsfolge | Hersteller | Fabrik- nr. | Baujahr | Historie | Eigentümer / Betreiber / Strecke | Standort        | Bemerkungen |
| ---- | --------------------- | ------------------ | ---------- | ----------- | ------- | --- | -------------------------------- | --------------- | ----------- |
|      | WB G 3/3 5 G Thommen  | C n2t              | SLM        | 1440        | 1902    | | Verein Dampfzug Waldenburgerbahn | Talhaus         | Denkmallok  |
|      | WB G 3/3 6 Waldenburg | C n2t              | SLM        | 2276        | 1894    | | Verkehrshaus der Schweiz         | Luzern          | Museumslok  |
|      | 7 "Täuffelen"         | Bn2t               | O & K      | 302         | 1898    | | in Privatbesitz                  | Rorschacherberg | abgestellt  |
|      | 1 "Simplon"           | G 2/2              | Jung       | 1684        | 1911    | Fritz Marti (Händler), Bern, an Vanni, Basso & Cie., Frutigen (1911 iE Bau der Strecke Frutigen-Kandersteg) / 1916 Fritz Marti (Händler) → / 1917 Bauabteilung Simplon II, Brig "SIMPLON No. 1" → / 1922 SBB Bauabteilung Brig (iE Bahnhofumbau Biel, bis 1928 vh) → / 1932 Mineral AG, Brig / um 1942 AG Heinrich Hatt-Haller, Zürich "1" (iE Braunkohlenwerk Zell) / 1966 Technorama Museum, Winterthur (05.1989, 2003 vh) → / 2010 Gemeinde Kandersteg / 03.2011 Denkmal, Heimatverein Kandersteg, Bahnhof Kandersteg "SIMPLON No. 1" | Gemeinde Kandersteg              | Kandersteg      | Denkmallok  |
|      | 5 "Ida"               | G 2/2              | Hanomag    | 8009        | 1922    | | in Privatbesitz                  | Schlieren       | abgestellt  |

### Dampflokomotiven Spurweite 600 mm
| Foto | Nummer oder Name | Bauart / Achsfolge | Hersteller                                | Fabrik- nr. | Baujahr | Historie | Eigentümer / Betreiber / Strecke  | Standort         | Bemerkungen   |
| ---- | ---------------- | ------------------ | ----------------------------------------- | ----------- | ------- | --- | --------------------------------- | ---------------- | ------------- |
|      | Max Orenstein    | G 2/2              | Märkische Lokomotiv-Fabrik, Max Orenstein | 173         | 1896    | | Parkbahn Letten                   | Letten (Rümlang) | betriebsfähig |
|      | "Antracita"      | G 2/2              | Jung                                      | 1032        | 1906    | Arthur Koppel, Berlin, für Spanien / => M.F.U. Minas "ANTRACITA 4" (1966 a) / 198x Privat, Jordi Camella, Barcelona [E] (2000 vh – erhalten in Utrillas [E], 06.2011, 05.2012 vh zum Verkauf) / 14.11.2012 Schinznacher Baumschulbahn, Schinznach [CH] „ANTRACITA“ (08.2016 vh) | Verein Schinznacher Baumschulbahn | Schinznach       | abgestellt    |
|      | "Emma"           | G 2/2              | Maffei                                    | 4144        | 1925    | R. Aebi & Cie., Zürich (1938 vh) / 1941 HOVAG, Domat-Ems (1944 vh, v/v) / 1979 Oswald Steam OSS, Samstagern [CH] "EMMA" / um 1992 Schinznacher Baumschulbahn "EMMA" (1996, 1998, 2000, 09.2001 vh, 04.2009 iE) | Verein Schinznacher Baumschulbahn | Schinznach       | betriebsfähig |
|      | "Lukas"          | G 2/2              | O&K                                       | 7479        | 1918    | J.A. Weitmann, München → /19xx Kieswerk A. Bauer, Kissingen bei Augsburg → /19xx Alfred Bauer, Lüsslingen → /1996 Schinznacher Baumschulbahn, Schinznach "EVI-1" "LUKAS" | Verein Schinznacher Baumschulbahn | Schinznach       | betriebsfähig |
|      | "Molly"          | G 2/2              | SLM                                       | 3834        | 1944    | | Schuljugend Turgi                 | Schinznach       | betriebsfähig |
|      | "Pinus"          | G 2/2              | Henschel                                  | 23672       | 1937    | A. Amschutz, Bad Homburg / 194x Wehrmacht / 1945 Sauerländische Kalkindustrie, Messinghausen b. Brilon / 1962 Hermann Sievers, Kieswerk Lürschau, Schleswig "3" (07.1972 iE, 1975 a) / 1977 Schinznacher Baumschulbahn "PINUS" [CH] | Zulauf AG                         | Schinznach       | betriebsfähig |
|      | "Sequoia"        | G 3/3              | MBA                                       | 13585       | 1944    | "Zuckerfabrik-Betriebs-GmbH" in Zichenau → PKP Ty 3-194 → (1978) Verein Schinznacher Baumschulbahn | Verein Schinznacher Baumschulbahn | Schinznach       | betriebsfähig |
|      | "Auenstein"      | G 2/2              | SLM                                       | 3833        | 1944    | Aarekraftwerk Rupperswil-Auenstein → (1948) Veba AG Zürich → (1960) Thuner Baufirma Frutiger→ (1966) Schrotthändler Messerli → (2004) Verein Schinznacher Baumschulbahn/SLM AG → (2006) Gemeinde Auenstein | Gemeinde Auenstein                | Auenstein        | Denkmallok    |
|      | "Taxus"          | G 4/4              | Krauss                                    | 7349        | 1917    | Arnimsche Kleinbahn in Bad Muskau → (1951) DR 99 3311 → (1977) Schinznach-Dorf | Zulauf AG                         | Schinznach       | betriebsfähig |
|      | "Liseli"         | G 2/2              | Jung                                      | 1693        | 1911    | Fritz Marti (Händler), Bern, an A.H. Bürgi, Bern (1912-1918 iE bei der Aarekorrektion Bern) → / 1922 R. Aebi & Cie AG, Regensdorf → / 1929 O&K, Zürich → / 1936 Bauunternehmung E. Bellorini & Cie. AG, Lausanne, für Entreprise de correction du torrent de St. Barthélémy (1939 vh in Lausanne-Malley) → / um 1977 Baumschule Pépinière Raoul Thonney, Cheseaux-sur-Lausanne / 1999 Privat, Thomas Brändle, Geroldswil "LISELI" (2000 HU; 2000 lhw. iE L’Association des Vaporistes du Châtelard, 2000-01.2005 lhw. iE SCHBB – Schinznacher Baumschulbahn, Schinznach; ab 02.2005 lhw. iE L’Association des Vaporistes du Châtelard; 10.2007 iE Parc d'attractions du Châtelard VS SA, Château d’Eau) / 24.06.2016 Ziegelei Schumacher, Körbligen bei Giswil/Kanton Luzern (08.2018 vh) | in Privatbesitz                   | Chateau d' Eaux  | betriebsfähig |